# Янгамби
Янгамби — биосферный резерват в Демократической Республике Конго.

## Физико-географическая характеристика
Биосферный резерват расположен в бассейне реки Конго. Он находится западнее города Кисангани. Высота над уровнем моря колеблется от 490 до 530 метров.
В базе данных всемирной сети биосферных резерватов указаны следующие границы резервата 0°00' to 0°40’N; 24°00' to 25°00’E, общая площадь составляет 2350 км². Согласно концепции зонирования парк разделён на три зоны: ядро, площадью 1600 км², буферная зона — 600 км², транзитная зона — 150 км². Большая площадь биосферного резервата, а именно 2215 км², является строгим природным резерватом.

## Флора и фауна
Резерват находится в зоне влажных тропических лесов. Для него характерны такие виды как Pycnanthus angolensis, Fagara macrophylla, Gilbertiodendron dewevrei и Brachystegia laurentii.
Среди животных, обитающих на территории парка, встречаются такие редкие виды как Loxodonta africana cyclotis, Potamochoerus porcus, Cercopithecus.

## Взаимодействие с человеком
На территории резервата осуществляется следующая деятельность: сельское хозяйство, охота, рыболовство, изготовление каноэ, золотодобыча. Кроме того, проводятся многочисленные исследования в области климатоведения, почвоведения, регенерации растительного покрова.
В 90 км к западу от Кисангани на границе с резерватом находится одноимённая исследовательская станция. На территории станции находится одна из самых крупных коллекций гербариев в Африке, которая включает 150 тысяч экземпляров. 6500 различных видов растений, в том числе 1250 видов деревьев, составляют 65 % от всего разнообразия растительного мира страны. Кроме того, к станции прилегает ботанический сад площадью 11 км².